# کنت کاکرل
کنت کاکرل (به انگلیسی: Kenneth Cockrell) فضانورد اهل کشور ایالات متحده آمریکا است که در ۹ آوریل ۱۹۵۰ میلادی در آستین، تگزاس زاده شد. وی در مأموریت اس‌تی‌اس-۵۶، اس‌تی‌اس-۶۹، اس‌تی‌اس-۸۰، اس‌تی‌اس-۹۸، اس‌تی‌اس-۱۱۱ حضور داشته است.